# Късоопашата мангуста
Късоопашата мангуста (Herpestes brachyurus) е вид бозайник от семейство Мангустови (Herpestidae).

## Разпространение и местообитание
Разпространен е в Бруней, Индонезия и Малайзия.